# سیلا لاین
سیلا لاین (انگلیسی: Silja Line) شرکت ترابری فنلاندی است، که در سال ۱۹۵۷ تأسیس شد.